# كريستيان هايدن
كريستيان هايدن (بالألمانية: Christian Hayden)‏ (26 مارس 1994 بفيينا في النمسا - ) هو لاعب كرة قدم نمساوي في مركز الدفاع. لعب مع نادي سانت بولتن ونادي غروديغ.

## وصلات خارجية
- كريستيان هايدن على موقع قاعدة بيانات كرة القدم.إي يو (الإنجليزية)
- كريستيان هايدن على موقع Soccerway.com (الإنجليزية)
- كريستيان هايدن على موقع عالم كرة القدم.نت (الإنجليزية)